# Ramón Vinay
Ramón Mario Francisco Vinay Sepúlveda (Chillán, Chile, 31 de agosto de 1911-Puebla, México, 4 de enero de 1996) fue un cantante de ópera chileno con voz de tenor dramático.

## Biografía
Se educó en Francia para luego emigrar a México, donde estudió canto con el maestro José Pierson. Debutó como barítono en la ópera La favorita en 1931. Posteriormente, debutó como tenor en la ópera Carmen en 1943.
En 1945 debutó en Nueva York (Estados Unidos) en el City Center Opera, continuando en 1946 su carrera en el Metropolitan Opera House. En 1947 realizó una gira por Europa, cantando en La Scala de Milán, Verona, Londres y Salzburgo. Entre 1952 y 1957, cantó en Bayreuth, Alemania conocidas óperas wagnerianas. Cantó también en París, Viena y Buenos Aires.
El personaje de Otelo en la ópera homónima fue el gran papel de su vida. Vinay canta el rol de Yago y Mario Del Monaco el de Otello. Del Monaco, especialista en el rol del moro, admiraba la interpretación que de él había hecho Vinay, por lo que tenerlo al lado como Yago le significó una gran emoción. Su última actuación la hizo en su país, Chile, en el Municipal de Santiago en 1969. Colaboró como director escénico y director de dicho teatro hasta 1972. 

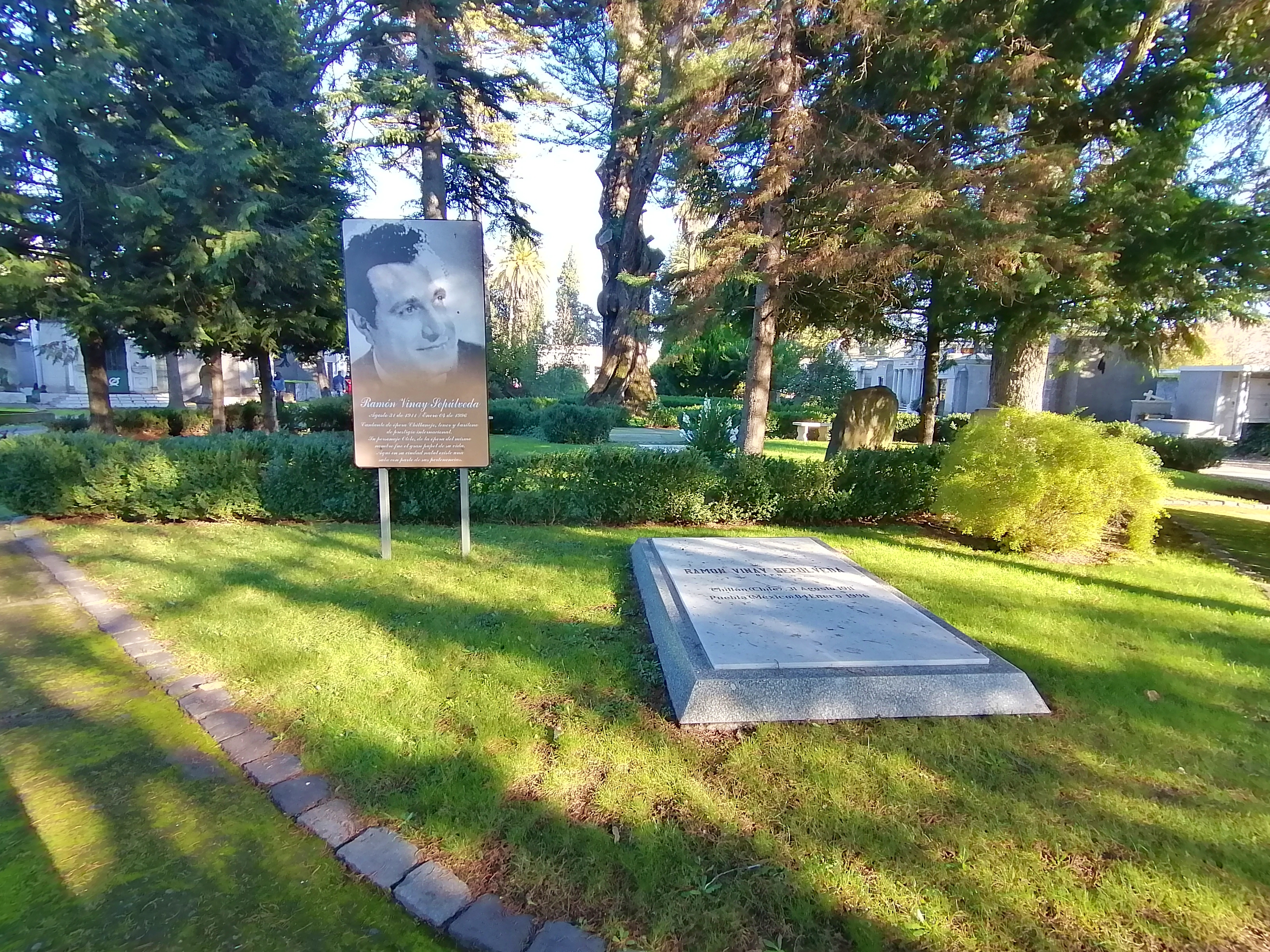
Tumba de Ramón Vinay en el Patio de los Artistas del cementerio municipal de Chillán

Vinay falleció en Puebla de Zaragoza (estado mexicano de Puebla) el 4 de enero de 1996. Sus restos están sepultados en el patio de los Artistas del cementerio municipal de Chillán, junto a otros reconocidos artistas como Claudio Arrau, Marta Colvin, Lalo Parra y Gonzalo Rojas.
Ramón Vinay, junto con el tenor argentino Carlos Guichandut y los barítonos italianos Paolo Silveri y Piero Campolonghi son los únicos cantantes con alguna celebridad que han representado en la época moderna tanto el rol de Otello como el de Yago.

## Homenajes

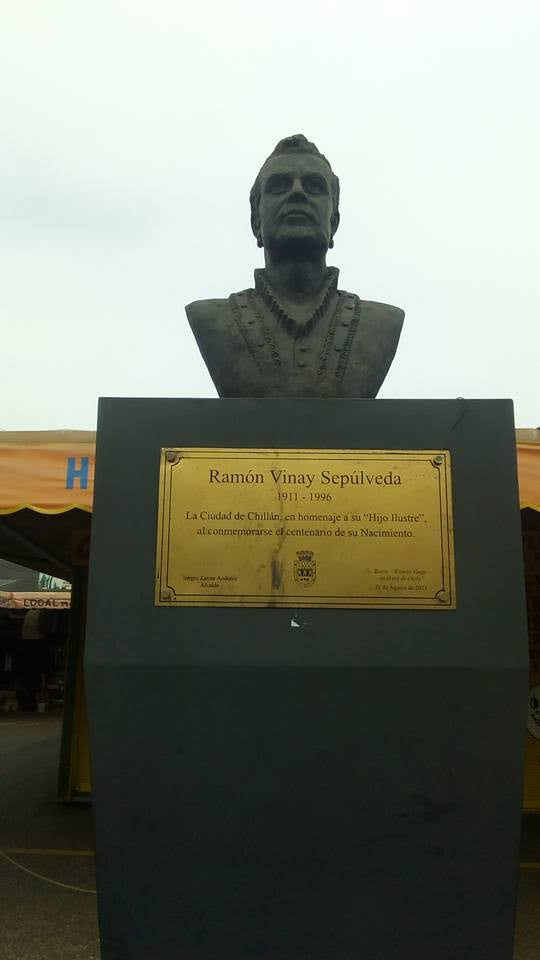
Busto de Ramón Vinay en la Feria de Chillán
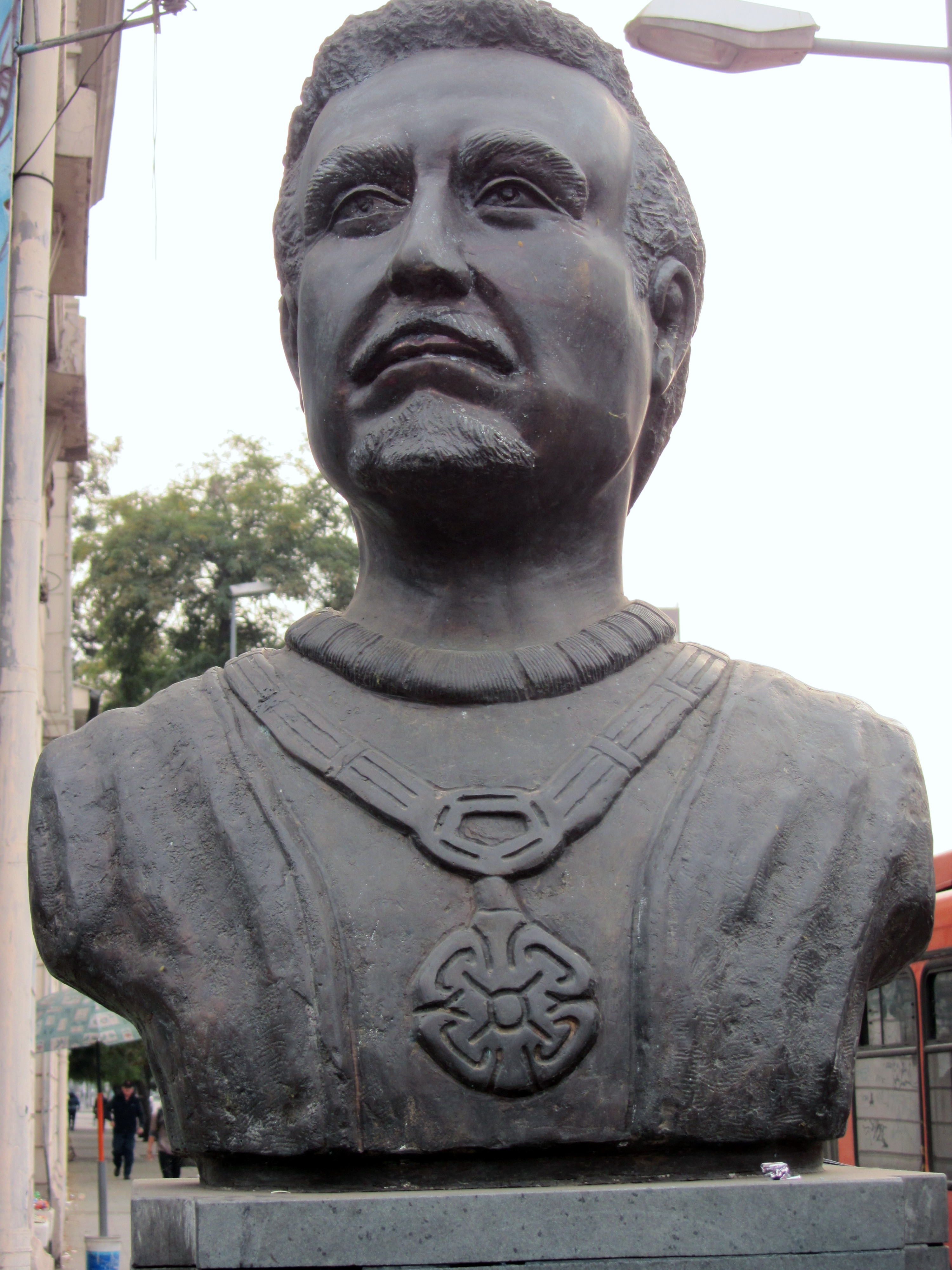
Busto de Ramón Vinay en la comuna de Quinta Normal, de la ciudad de Santiago de Chile.
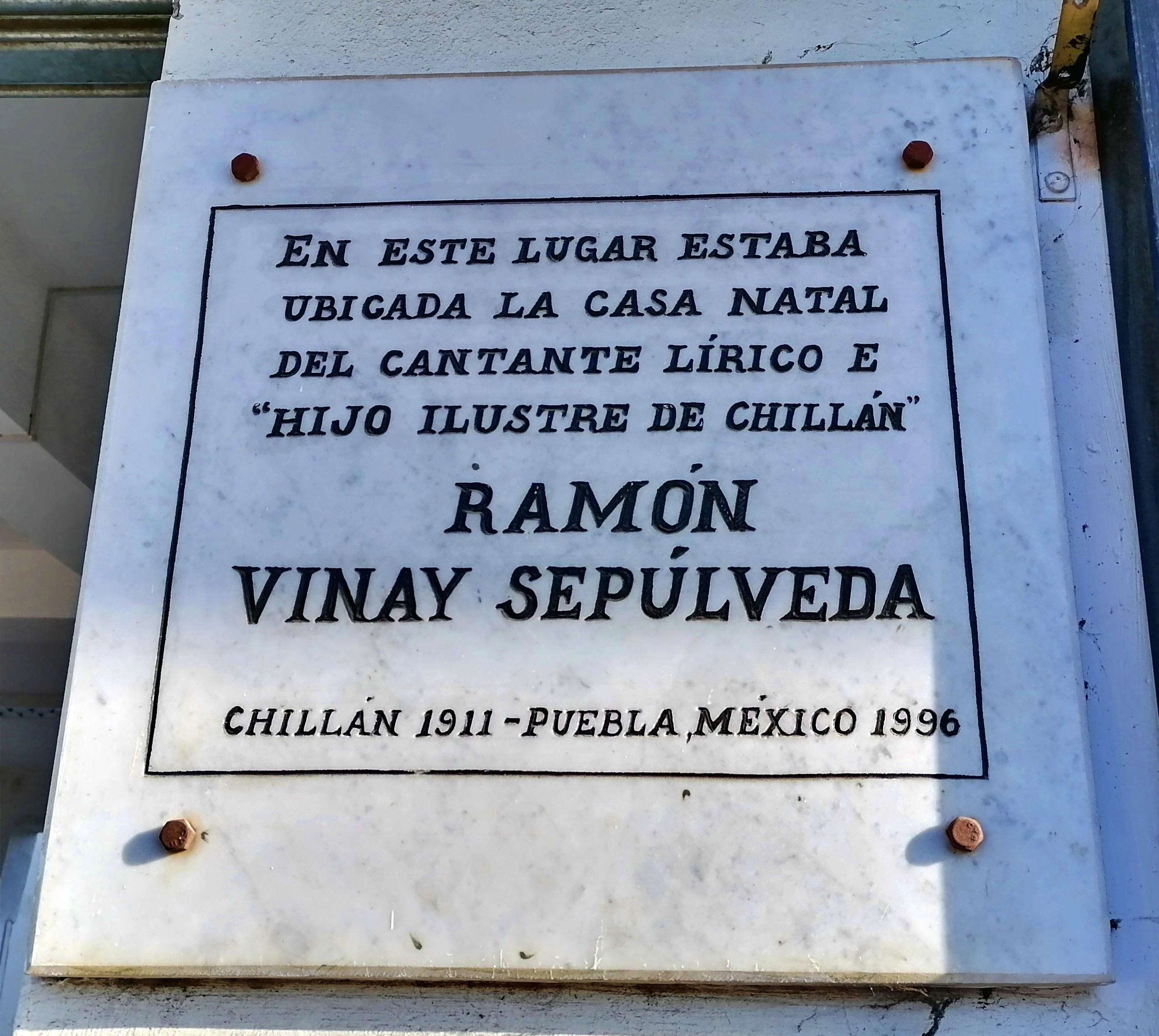
Placa en lugar de nacimiento de Ramón Vinay, en calle Arturo Prat de Chillán, frente a Feria de Chillán